# Tretioscincus agilis
Tretioscincus agilis — вид ящірок родини гімнофтальмових (Gymnophthalmidae). Мешкає в Південній Америці.

## Поширення і екологія
Tretioscincus agilis мешкають на сході Бразильської Амазонії, в штатах Амазонас і Пара, в Гаяні, Суринамі і Французькій Гвіані. Вони живуть у вологих рівнинних тропічних лісах, на узліссях і галявинах. Ведуть денний, наземний спосіб життя.